# Route 376 (Nouvelle-Écosse)
Pour les articles homonymes, voir Route 376.
La route 376 est une route secondaire de la Nouvelle-Écosse d'orientation nord-est/sud-ouest située dans le nord de la province, au sud-ouest de Pictou et à l'ouest de New Glasgow. C'est une route faiblement empruntée, reliant principalement la route 4 à Pictou. Elle mesure 17 kilomètres et est asphaltée sur l'entièreté de son tracé.

## Tracé

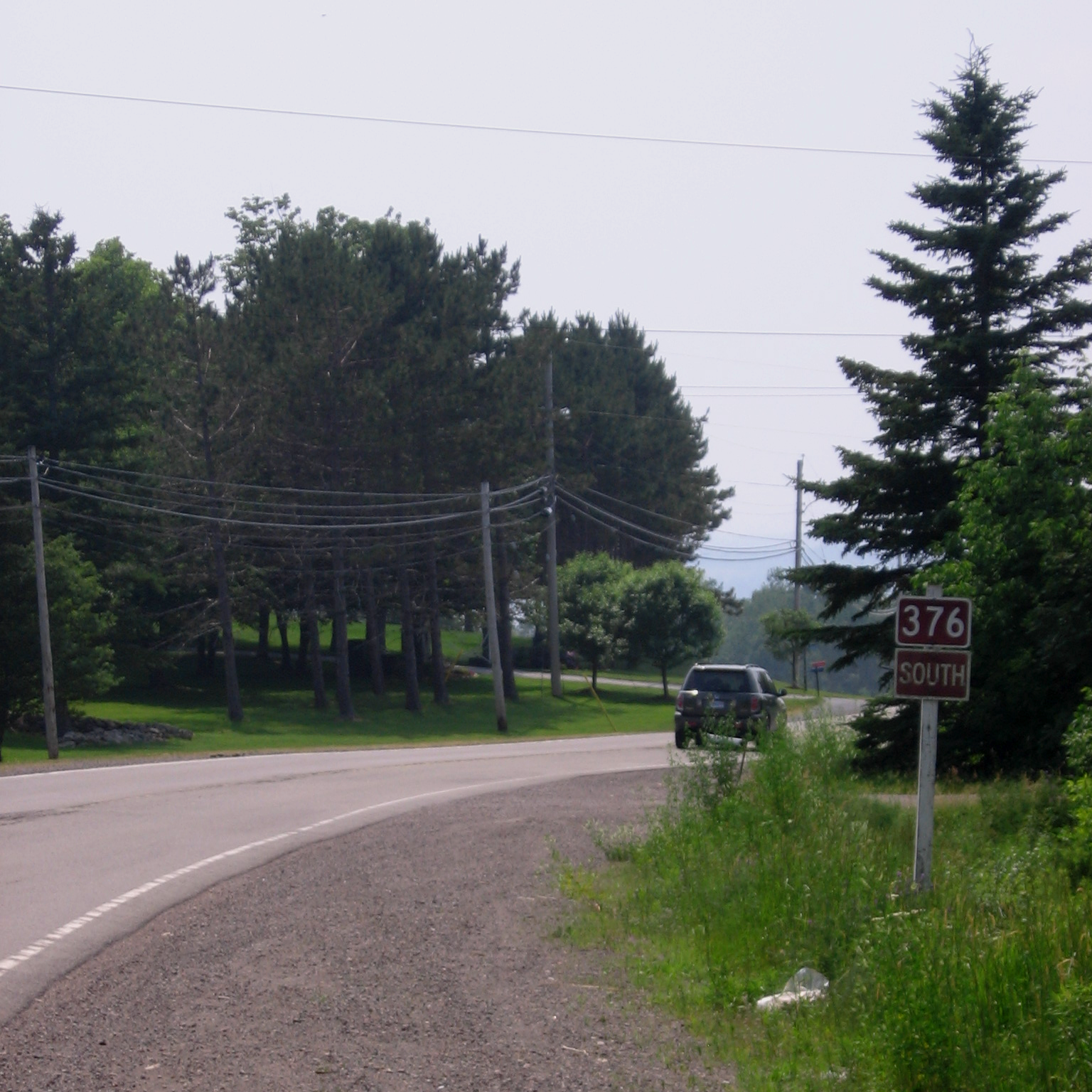
La route 276 près de Pictou.

La 376 débute à Central West River, sur la route 4 la route alternative de la route 104. Elle suit la rive nord-ouest de la rivière Pictou sur 17 kilomètres, traversant notamment Lyons Brook. Elle se termine au rond-point où ce joignent les routes 6 et 106, tout juste à l'ouest de Pictou.

## Intersections principales
| Route 376         |                    |    | |                                                          |
| Comté             | Location           | km | Intersection/Destinations | Notes                                                    |
| Comté de Pictou   | Central West River | 0  | R-4, vers R-104, Mount Thom, Truro, New Glasgow | extrémité sud de la 376                                  |
| Comté de Pictou   | Lyons Brook        | 12 | R-256 ouest, Plainfield, Tatamagouche |                                                          |
| Comté de Pictou   | Pictou             | 17 | R-106, R-6, Beaches Three Brooks Rd., Pictou centre, Tatamagouche, New Glasgow (via 106 sud), traversier vers Île du Prince-Édouard, Charlottetown (IPE, via traversier) | rond-point (sortie 3 de la 106); extrémité est de la 376 |
| Mauve: Rond-Point |                    |    | |                                                          |

## Communautés traversées
1. Central West River
2. Durham
3. Lyons Brook
4. Haliburton
5. Pictou